# Croce di Andrea de' Bianchi
La croce di Andrea de' Bianchi era una croce astile in argento realizzata da Andriolo de' Bianchi o Andrea nel 1392 per la basilica di Santa Maria Maggiore. La croce è conservata nel museo allestito nel matroneo sinistro della basilica di Santa Maria Maggiore. 

## Storia e descrizione
Nel 1386 era stata realizzata per l'antica cattedrale di San Vincenzo una croce in argento realizzata da Ughetto Lorenzoni da Vertova che fece nascere nei rettori della basilica di Santa Maria Maggiore il desiderio di averne una processuale. Fu quindi commissionata una croce processuale a Andrea o Andreolo da Bianchi quondam Pietro di Bergamo che aveva già realizzato le sculture sopra la porta settentrionale della chiesa mariana, questi era scultore, architetto e orafo ritenuto di una certa capacità.
La croce aveva un'altezza di 1,31 n, e un'apertura traversale di 0,91. Il «Liber banchelium»  conservato nei documenti della basilica si apprende che l'opera era stata iniziata il 22 febbraio 1389 e terminata il 14 agosto 1389 con un costo di 1344 lire imperiali, 8 soldi e 3 denari ed un peso di 13,390 kg. L'oggetto era ricco di arabeschi, filigrane e fregi, piccole figure dorate e smalti. Un lato raffigurava il Redentore con i simboli di quattro evangelisti: l'aquila per san Giovanni, il leone per san Marco, il bue per san Luca e l'uomo alato per san Matteo. Sul lato opposto vi erano la Madonna addolorata, san Giovanni evangelista, la Maddalena e l'Agnello diventando uno dei migliori esempi di arte orafa gotica.
Secondo il Pesenti l'oggetto sacro fu danneggiato da un restauro non adatto che ne ha rovinato gli smalti. Il 25 giugno 1973 la croce fu rubata con il recupero nel 1998 delle quattro formelle raffiguranti i simboli degli evangelisti, l'Agnus Dei e san Giovanni. L'oggetto è conservato nel Museo del tesoro di Santa Maria Maggiore di Bergamo posto dove anticamente vi era il matroneo della basilica di Santa Maria Maggiore